# Eugenia capensis
Eugenia capensis là một loài thực vật có hoa trong Họ Đào kim nương. Loài này được (Eckl. & Zeyh.) Harv. mô tả khoa học đầu tiên năm 1838.